# Palmaille

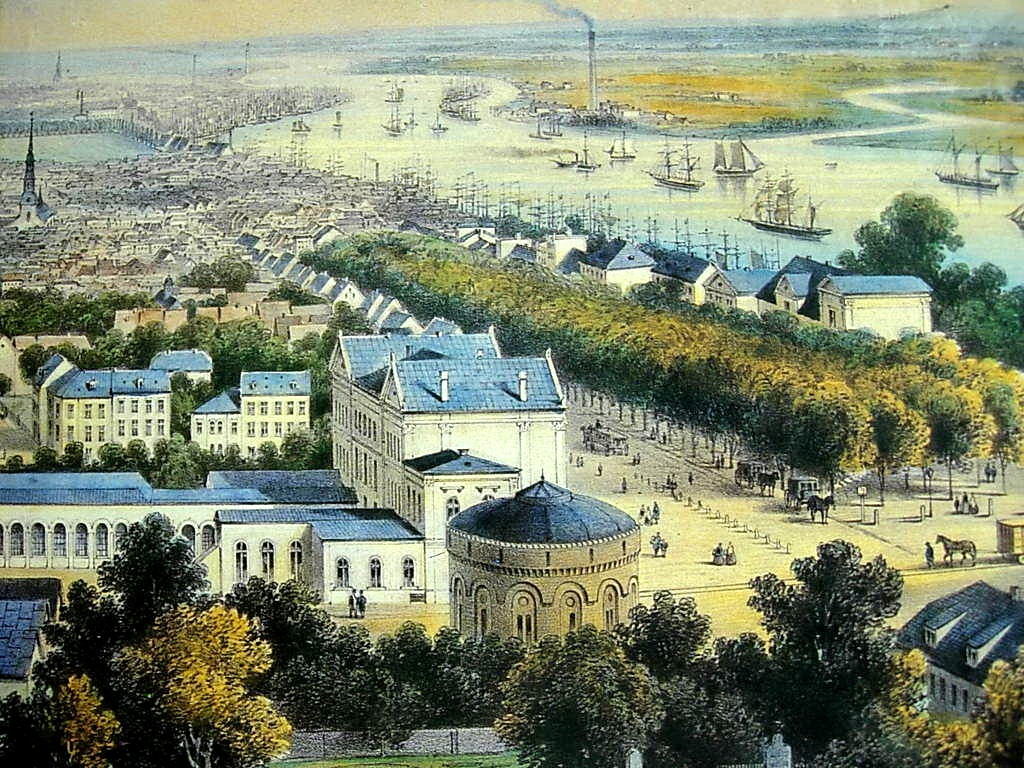
Palmaille (um 1860), Ausschnitt aus der Lithographie Panorama von Altona von Julius Gottheil

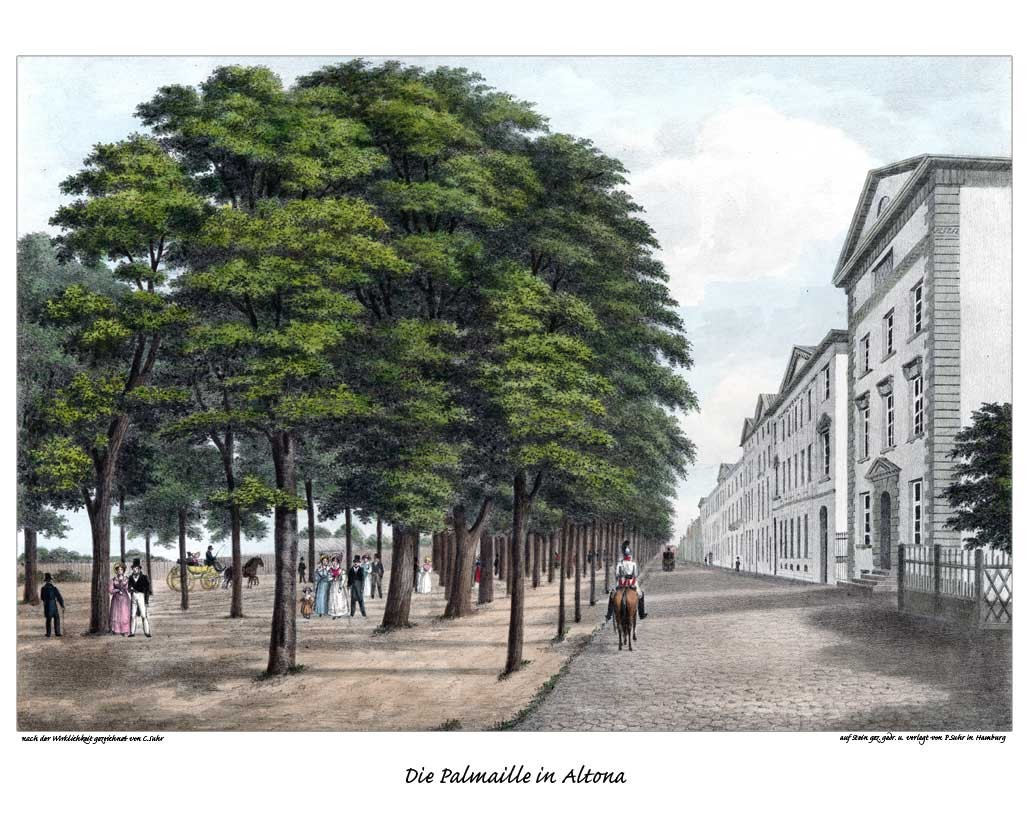
Die Palmaille zu Beginn des 19. Jahrhunderts. Lithografie der Gebrüder Suhr

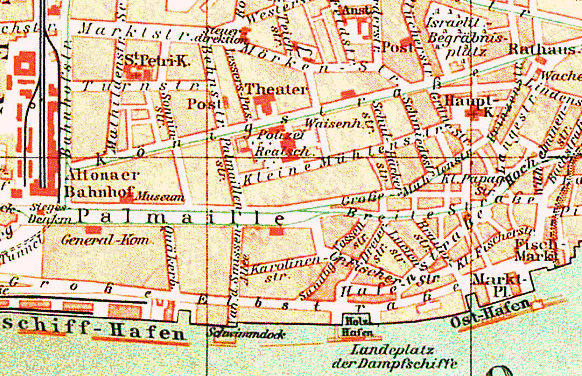
Die Palmaille auf einer Karte von 1890 (Ausschnitt) vor der Verlegung des Altonaer Bahnhofs an seinen heutigen Standort

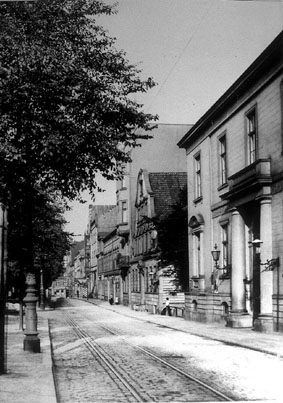
Barockes Wohnhaus von H. C. Schumacher

Generalkommando

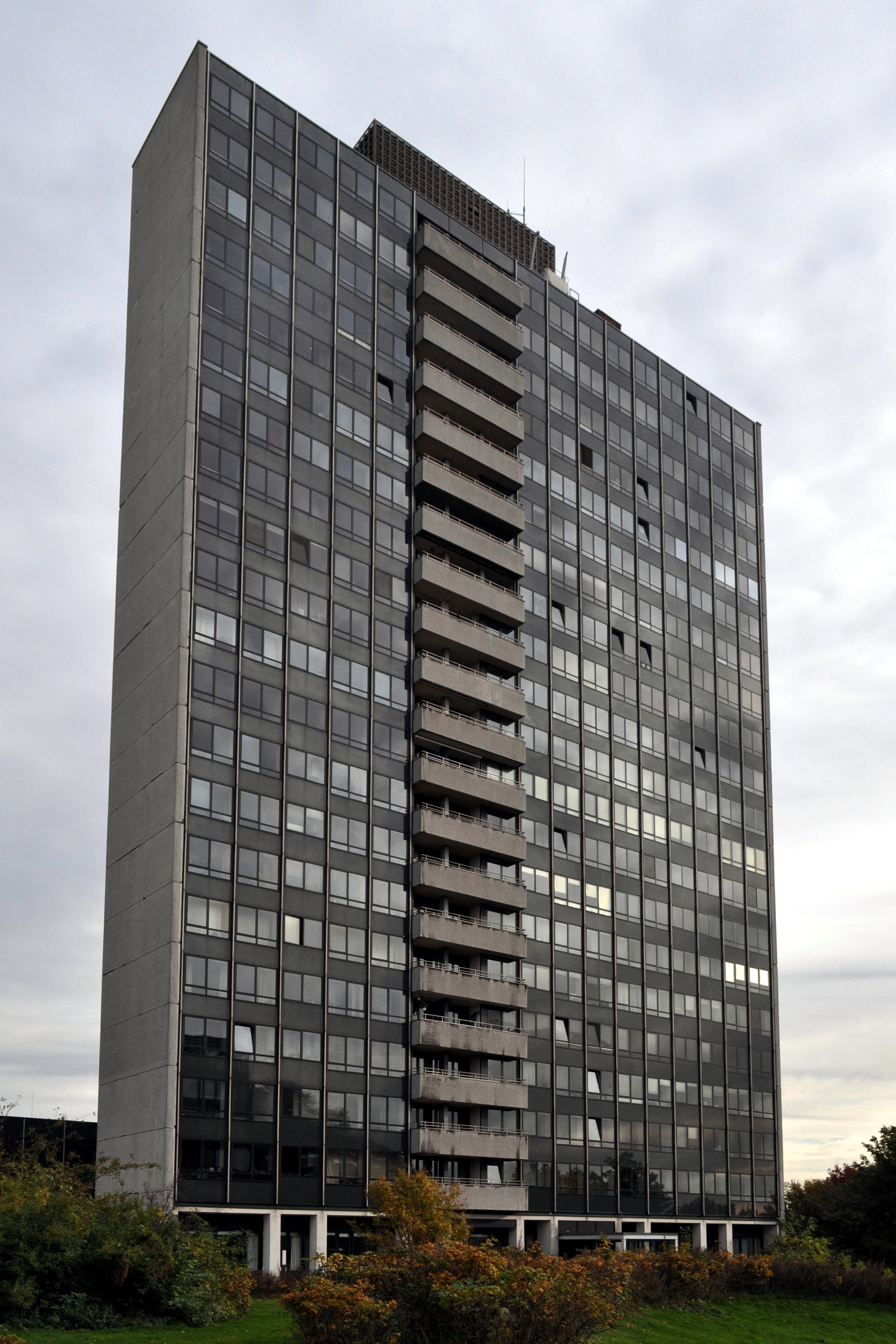
Palmaille 35

Die Palmaille (frz. [palˈmɑj], regional vor allem [palˈmaljə]) ist eine Straße in Hamburg-Altona. Sie gehört zu den ältesten Straßen der Stadt.

## Geschichte
Angelegt wurde die Palmaille 1638, mitten im Dreißigjährigen Krieg, für das dem Croquet verwandte italienische Ballspiel Palla a maglio (französisch Paille-Maille, niederländisch Palmalie oder Palmaille, englisch Pall Mall). Der junge Landesherr Graf Otto V. von Schauenburg ließ dafür auf dem Elbhang zwischen Altona und der Vogtei Ottensen in unbebautem Gebiet eine 647 Meter lange, ebene Spielbahn anlegen, die seitlich mit 400 Linden bepflanzt wurde an deren Enden zwei eiserne Torbögen standen, durch die man den Holzball mit einem Schläger treiben musste. Ob die Anlage je in Betrieb ging, ist nicht überliefert. Graf Otto starb am 15. November 1640.
Daraufhin kam Altona 1647 mit Holstein-Pinneberg zum Herzogtum Holstein. Am 23. August 1664 verlieh der König Friedrich III. von Dänemark, der nunmehrige Landesherr, Altona die Stadtrechte. Die Palmaille verfiel und wurde teilweise von Seilmachern (Reepschlägern) als Arbeits- und Lagerfläche für ihre langen Taue genutzt, teilweise auch bebaut. 1706 erwarb sie der Kaufmann Hinrich van der Smissen. Nachdem Altona im Januar 1713 von schwedischen Truppen unter Feldmarschall Magnus Stenbock niedergebrannt worden war („Schwedenbrand“), ließ der Oberpräsident der Stadt, Christian Detlev von Reventlow, 1717 an der Palmaille vier Lindenreihen pflanzen und beidseitig Fahrwege anlegen, um eine „publike Allee“ zu schaffen; dazu musste er „sanften Druck“ auf einige Grundbesitzer ausüben, damit sie ihre Grundstücke gegen Entschädigung hergaben. 1757 wurde Cay Dose, der Erbauer der Hauptkirche St. Trinitatis, vom dänischen König mit Entwürfen für ein Schloss am Ostende der Palmaille beauftragt; der Bau gelangte jedoch nie über die Planungsphase hinaus.
Auf einem Plan von Ottensen im Jahr 1789 ist der Geländestreifen nördlich von dieser Alleereihe mit dem Namen „Pamaliencamp“ eingetragen.
Seit dem Ende des 18. Jahrhunderts entstanden beiderseits der Straße überwiegend repräsentative Gebäude. Insbesondere die Bauten, die der klassizistische dänische Architekt Christian Frederik Hansen und sein Neffe Johann Matthias Hansen 1786–1825 errichteten, prägen das Gesicht dieser Prachtstraße. Davon erhalten sind die Ensembles Palmaille 49–65 und 112–120.
Im Lauf des 19. Jahrhunderts wurde die Straße zu einer bevorzugten großbürgerlichen Wohngegend.
1823 richtete der dänische Hofastronom und Geodät Heinrich Christian Schumacher in der Palmaille 9 die Sternwarte Altona ein. Die Sternwarte wurde bis 1871 betrieben, das Gebäude 1941 bei einem Bombenangriff zerstört.
1824 kam hier der Komponist und Dirigent Carl Reinecke im Haus Palmaille 43 zur Welt. Dieses Haus trug später die Nr. 12/14 und ist ebenfalls zerstört.
Die Preußische Armee baute 1866 an der Palmaille 67–71 das Gebäude für das Generalkommando des IX. Armee-Korps. Der Dichter Detlev von Liliencron wohnte von 1892 bis 1901 in Haus Nr. 5 und in dem erhaltenen Haus Nr. 100.
1905 wurden die fast 200 Jahre alten Linden gefällt. Durch Nachpflanzung wölbt sich inzwischen wieder ein (allerdings nur noch zweireihiges) Blätterdach über dem breiten autofreien Mittelstreifen.
Konstanty Gutschow, der 1939 mit der Neugestaltung des Elbufers im Rahmen des Ausbaus Hamburgs zur „Führerstadt“ beauftragt worden war, ließ von Ernst Scheel die klassizistischen Bauten der Palmaille im Bestand dokumentieren, da diese nach den Planungen abgerissen werden sollten. Die Fotos wurden in einem von Erich Elingius herausgegebenen Buch veröffentlicht.
Während der Bombenangriffe auf die Altonaer Altstadt im Zweiten Weltkrieg wurde auch die Palmaille zu zwei Dritteln zerstört. Die dabei beschädigte Siegessäule am westlichen Ende der Palmaille wurde 1947 beseitigt. Das Blücher-Denkmal an der Einmündung des Quäkerberg entging diesem Schicksal durch rechtzeitigen Abbau; es wurde 1952 in der Grünanlage westlich des Altonaer Rathauses wieder aufgestellt. Für den Wiederaufbau der Häuser sollten die Geschoss- und Gesimshöhen zu geschlossenen Straßenfronten aufeinander abgestimmt werden. Die Verordnung zur Gestaltung der Palmaille vom 9. September 1952 bestimmte:

„Für die baupflegerische Gestaltung der Palmaille dient der auf der Südseite auf den Grundstücken [Haus-Nr. 47–65] und auf der Nordseite auf den Grundstücken [Haus-Nr. 100–124] noch erhaltene historische Teil als architektonischer Maßstab.“

Daran hielt man sich nur teilweise und gestattete auf dem Grundstück Palmaille 35 einen 75 Meter hohen Neubau. Hinter den schönen Fassaden finden sich nur noch wenige Wohnungen, dafür zahlreiche Firmensitze.
Heutzutage ist die Palmaille eine vierspurige Hauptstraße, die den Altonaer Fischmarkt mit dem Altonaer Rathaus und der Elbchaussee Richtung Elbvororte verbindet.

## Einzelne Gebäude und Ensembles

### Südseite

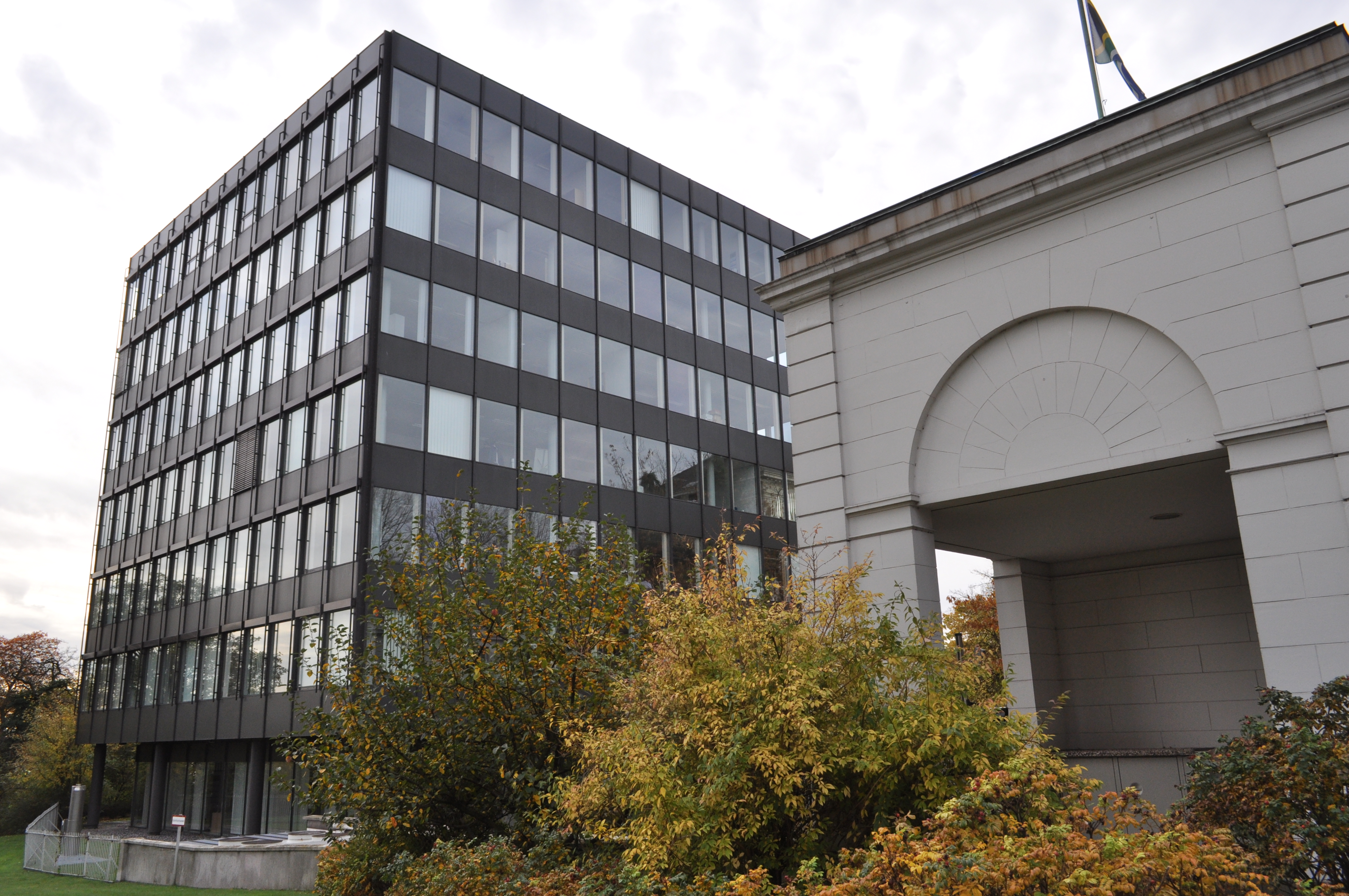
Palmaille 45 mit Nebengebäude von 1967

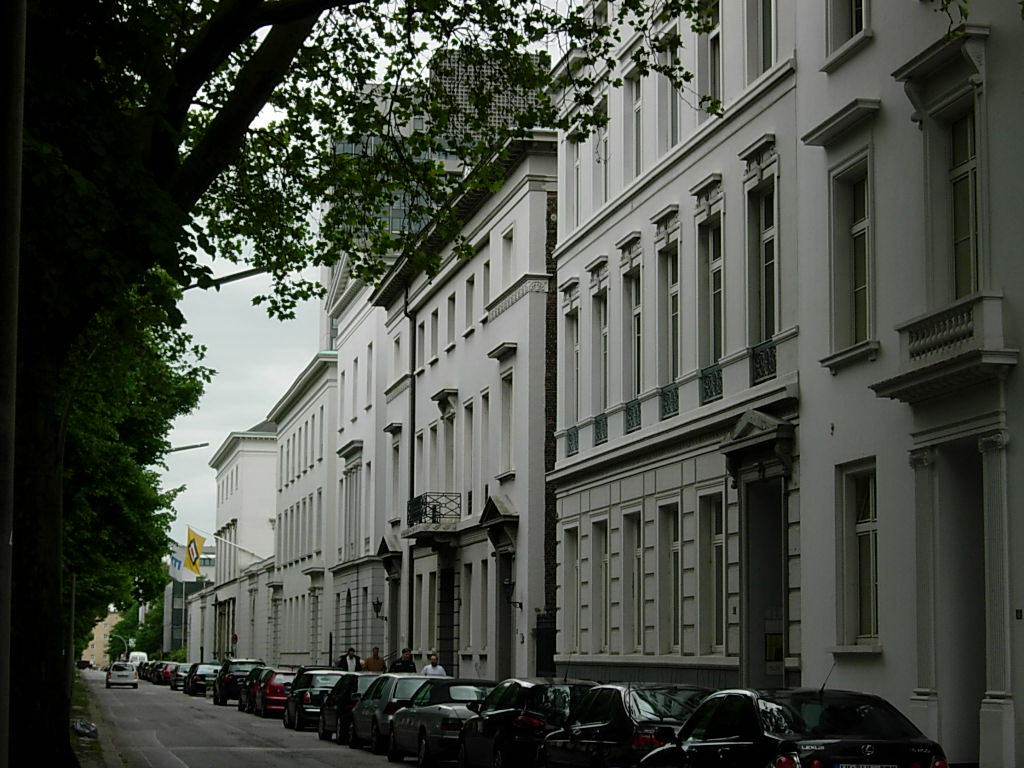
Palmaille 45–59

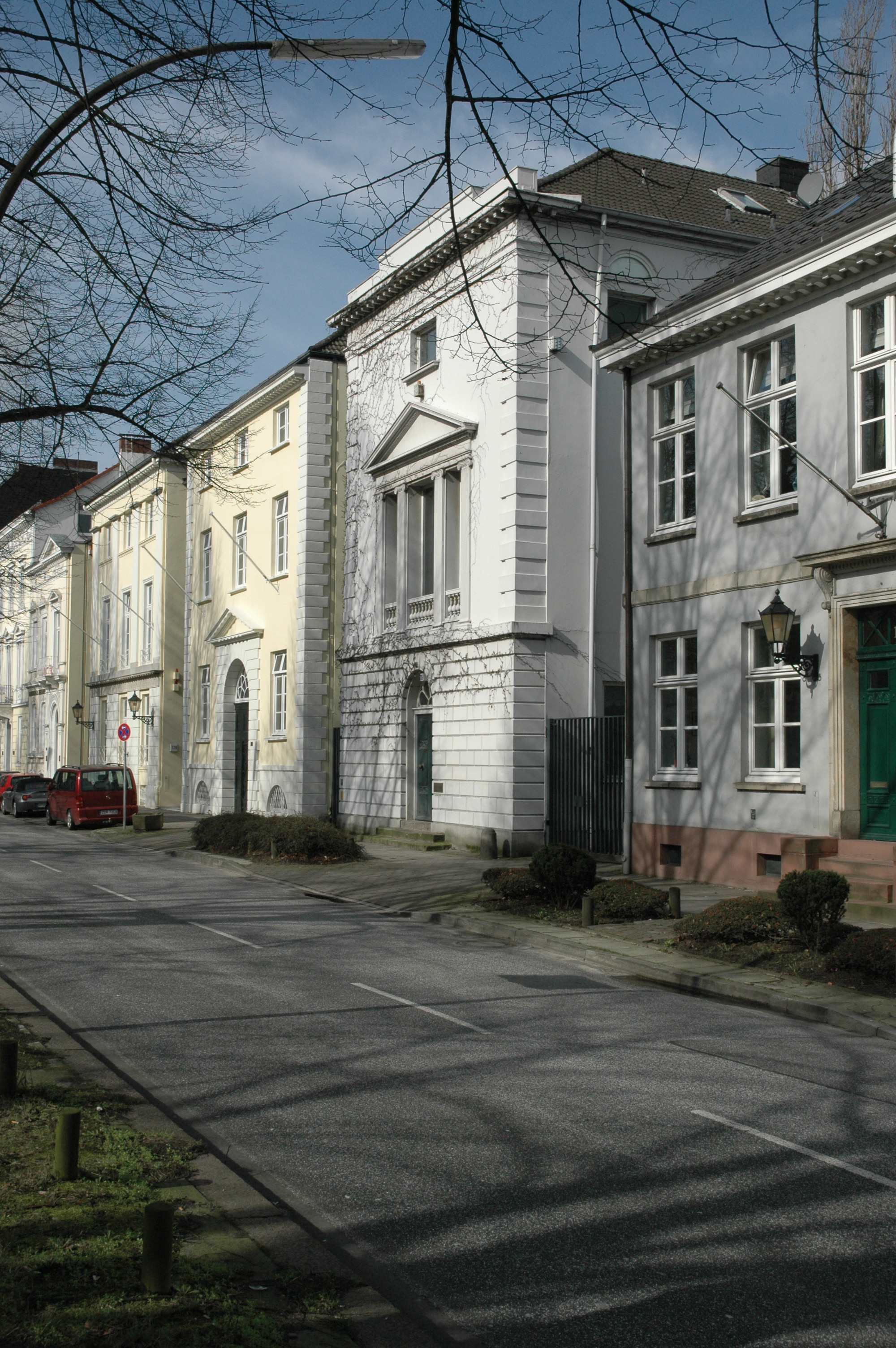
Palmaille 112–124, 112–120 von Christian Frederik Hansen

Nr. 45, 49, 51: Das unter Denkmalschutz stehende klassizistische Baursche Palais wurde 1801/05 von Christian Frederik Hansen für Georg Friedrich Baur errichtet. Die Mitte der Straßenfront ziert ein ionisches Säulenportal, die Gartenseite eine imposante dreibogige Säulenloggia, die bei einem Umbau 1867/68 zugemauert wurde. 1937 wurde sie wiederhergestellt und auch das Innere durch Mogens Koch aufwendig restauriert. An das Gebäude mit fünf Fensterachsen schließen sich beidseitig eingeschossige Flügelbauten an, die zur Straßenseite quaderverputzte Mauern haben. Das Palais beherbergt seit Jahrzehnten die Zentrale der Reederei Deutsche Afrika-Linien/John T. Essberger. Für ihre Zwecke wurden 1967 Nebengebäude auf dem Grundstück durch ein freistehendes viergeschossiges Bürohaus von Helmut Hentrich und Hubert Petschnigg ersetzt. Im Park südlich des Grundstücks ist das Denkmal für die am 9. Mai 1864 im Seegefecht bei Helgoland Gefallenen der österreichischen Marine aufgestellt, das sich ursprünglich beim Realgymnasium in der Königstraße befunden hatte.
Nr. 53–65: 1824/25 ließ Baur durch Johann Matthias Hansen die ebenfalls unter Denkmalschutz stehenden Baurschen Häuser, eine Flucht von zehn Mietshäusern, errichten, um die Bebauung der Palmaille in einheitlichem Stil zu vervollständigen. Die Fassade des Hauses Nr. 57 wurde 1952 rekonstruiert. Die Häuser Nr. 67–71 wurden 1901 dem neuen Generalkommando des IX. Armee-Korps geopfert, das sich seinerseits nicht erhalten hat.
Die Häuser Nr. 73–79 am westlichen Ende entstanden in der Gründerzeit für Altonaer
Patrizierfamilien. Beim Umbau 1982 zu einem Bürohaus der späteren Wünsche AG mit großzügiger Tiefgarage blieben im Wesentlichen nur die Straßenfassaden erhalten.

### Nordseite
Das Ensemble Nr. 112–120 stammt von Christian Frederik Hansen. Nr. 112 errichtete er 1797/98 für den Bankier Salomon Dehn (1944 beschädigt, 1958/59 instand gesetzt). Nr. 116 baute Hansen 1803/4 als Wohnhaus für sich selbst. Die markante Fassade mit fensterlosem, als Sockel gequadertem Erdgeschoss und der dreiteiligen Fenstergruppe mit ionischen Pilastern und flachem Dreiecksgiebel wurde 1952 rekonstruiert und der gesamte Bau 1973 durch Cäsar Pinnau, der hier sein Architekturatelier hatte, weitgehend auch im Innern in den ursprünglichen Zustand zurückversetzt. Nr. 118 entstand ebenfalls 1803/4. Die Fassade wurde 1962/63 nach der Zeichnung Hansens rekonstruiert, die hinteren Teile des Baues 1969 unter Erhöhung um ein Mezzaningeschoss vollständig erneuert. Nr. 120 (Haus Jacobsen) baute er 1802; es wurde in der zweiten Hälfte des 19. Jahrhunderts wesentlich erweitert und umgestaltet. Unter Denkmalschutz stehen außerdem Nr. 100 (schlichter dreigeschossiger Putzbau, zwischen 1788 und 1795 erbaut, Gedenktafel für den Bewohner Detlev von Liliencron), Nr. 104 und 106 (Bürgerhäuser von 1780/90) sowie Nr. 126 und 130 (Gründerzeit-Gesamtanlage von 1890, Vorderhaus, Hofraum mit Grünfläche und Rondell sowie Hinterhaus und rückwärtige Freiflächen, Entwurf: Gustav Otte).